# ID-0
ID-0 (アイディー・ゼロ Aidī Zero?) es una serie de televisión de anime japonesa cyberpunk de 2017 producida por Sanzigen. La serie se emitió desde abril de 2016 hasta junio de 2017.

## Sinopsis
En un futuro lejano, el descubrimiento del nuevo mineral Orichalt (オリハルト, Oriharuto) ha permitido a la humanidad expandirse más allá del Sistema Solar. En constante búsqueda de Orichalt, la humanidad ha desarrollado I-Machines (Iマシン, I mashin), robots gigantes que pueden operar en entornos extremos. Las I-Machines funcionan utilizando Orichalt para transferir la conciencia del piloto humano al sistema operativo del robot; en ese sentido, el humano se convierte en máquina. Mientras Maya Mikuri, estudiante de Alliance Academy, está operando una I-Machine, se ve involucrada en un incidente con piratas mineros y termina sirviendo como miembro de la tripulación en su nave espacial minera. Poco después, ella y el resto de la tripulación comienzan a descubrir que el gobierno ha estado ocultando secretos sobre fuerzas destructivas relacionadas con Orichalt. Peor aún, estas mismas fuerzas están a punto de destruir la civilización humana, y la tripulación podría ser la única que pueda detenerlas.

## Personajes

### Compañía Excavate
Maya Mikuri (ミクリ・マヤ Mikuri Maya?)
 Seiyū: Minami Tsuda, Valentina Souza (español latino)
Ido (イド Ido?)
 Seiyū: Kazuyuki Okitsu, José Gilberto Vilchis (español latino)
Rick Ayer (リック・エイヤー Rikku Eiyā?)
 Seiyū: Masaya Matsukaze, Miguel Ángel Ruiz (español latino)
Karla Milla-Foden (カーラ・ミラ＝フォーデン Kāra Mira Fōden?)
 Seiyū: Sayaka Ōhara, Mireya Mendoza (español latino)
Grayman (グレイマン Gureiman?)
 Seiyū: Rikiya Koyama, Carlos Segundo (español latino)
Clair Hojo (クレア・ホウジョウ Kurea Hōjō?)
 Seiyū: Hisako Kanemoto, Alondra Hidalgo (español latino)
Perdedor-Fa (ファルザ Faruza?)
 Seiyū: Ari Ozawa, Lion Ollivier (español latino)

### United Planets Force
Amanza Volchkova (アマンザ・ボルチコワ Amanza Boruchikowa?)
 Seiyū: Junko Minagawa, Karla Falcón (español latino)
Cecilia Ginney (チェチリア・ギニー Chechiria Ginī?)
 Seiyū: Masako Katsuki
Anai (アナイ Anai?)
 Seiyū: Akeno Watanabe

### Planet Alliance Academy
Attomy Kinsberg (アットミー・キンズバーグ Attomī Kinzubāgu?)
 Seiyū: Katsuhisa Hōki
Romanov (ロマノフ Romanofu?)
 Seiyū: Wataru Hatano, Irwin Daayán (español latino)

## Producción y lanzamiento
El anime fue anunciado a través de un video teaser el 7 de agosto de 2016, seguido por el sitio web oficial el 26 de enero de 2017. La serie está producida por Sanzigen y dirigida por Goro Taniguchi, y se emitió del 9 de abril de 2017 al 25 de junio de 2017. El anime está licenciado por Netflix para su emisión internacional por streaming contando su respectivos doblaje en español latino.